# リチウム塩
リチウム塩（リチウムえん、略号Li）は、化学的なリチウムの塩で、実際には炭酸リチウムやクエン酸リチウムの形態をとり、主に双極性障害に用いられる気分安定薬である。日本では1980年より商品名リーマス (Limas) などで販売され、適応は「躁病および躁うつ病の躁状態」である。日本うつ病学会の双極性障害の診療ガイドラインでは、躁病エピソードだけでなく、うつ病エピソード、維持にも推奨されている。他の気分安定薬と比べ、自殺を含めた総死亡率が低いことが特徴である。なお双極性障害II型の維持では証拠が少なく使用はケースによる。
薬事法における劇薬である。リチウム塩は過剰摂取のリスクが高く、治療薬物モニタリングが必要であり、世界保健機関のガイドラインでは、血液検査が可能な場合に限って治療選択肢となっている。
リチウム塩の使用は1949年にオーストラリアの精神科医、ジョン・ケイドによって、偶然に動物に対する効果を発見したのちに開発された。1954年にデンマークの精神科医がケイドの発表が正しいことを認め、以降ヒトに対する使用が開始された。

## 歴史
1949年に、オーストラリアの精神科医ジョン・ケイドによって躁病患者にリチウム塩が試された。この発見をもって、精神薬理学の誕生とされるが、リチウムは安価で商業的な関心を生まず、1952年のクロルプロマジンの発見を誕生年とすることもある。
ジョン・ケイドは、躁病は体内物質の中毒によって起こると考え、患者の尿をモルモットに注射し毒性が強いことを見出し、含まれる有害物質が尿酸であると考え、このため水溶性の高い尿酸塩として尿酸リチウムをモルモットに投与したところ、今度はモルモットを静穏させた。
そこで、躁病、うつ病、統合失調症の患者へ、リチウムの投与を試み症状の改善を見出したのである。デンマークのStromgrenが、ケイドの論文に興味を示し臨床研究を開始し、またスコウは1954年に二重盲検法による躁病への有効性を報告した。
当初オーストラリアでの発見のため情報が伝わりにくかったが、治療法のなかった躁病の治療薬として注目された。日本では1967年ごろから研究されるようになったが、厚生省による承認は1980年である。
次に続くような躁病への研究報告は、日本でのカルバマゼピンの1979年であり、次第にうつ病への有効性も示したことから、次第にこうした薬に対して、気分安定薬の語が用いられるようになった。

## 作用機序
多様な作用が知られるようになったが、見解の一致には至っていない。

## 適応
日本での適応は以下である。

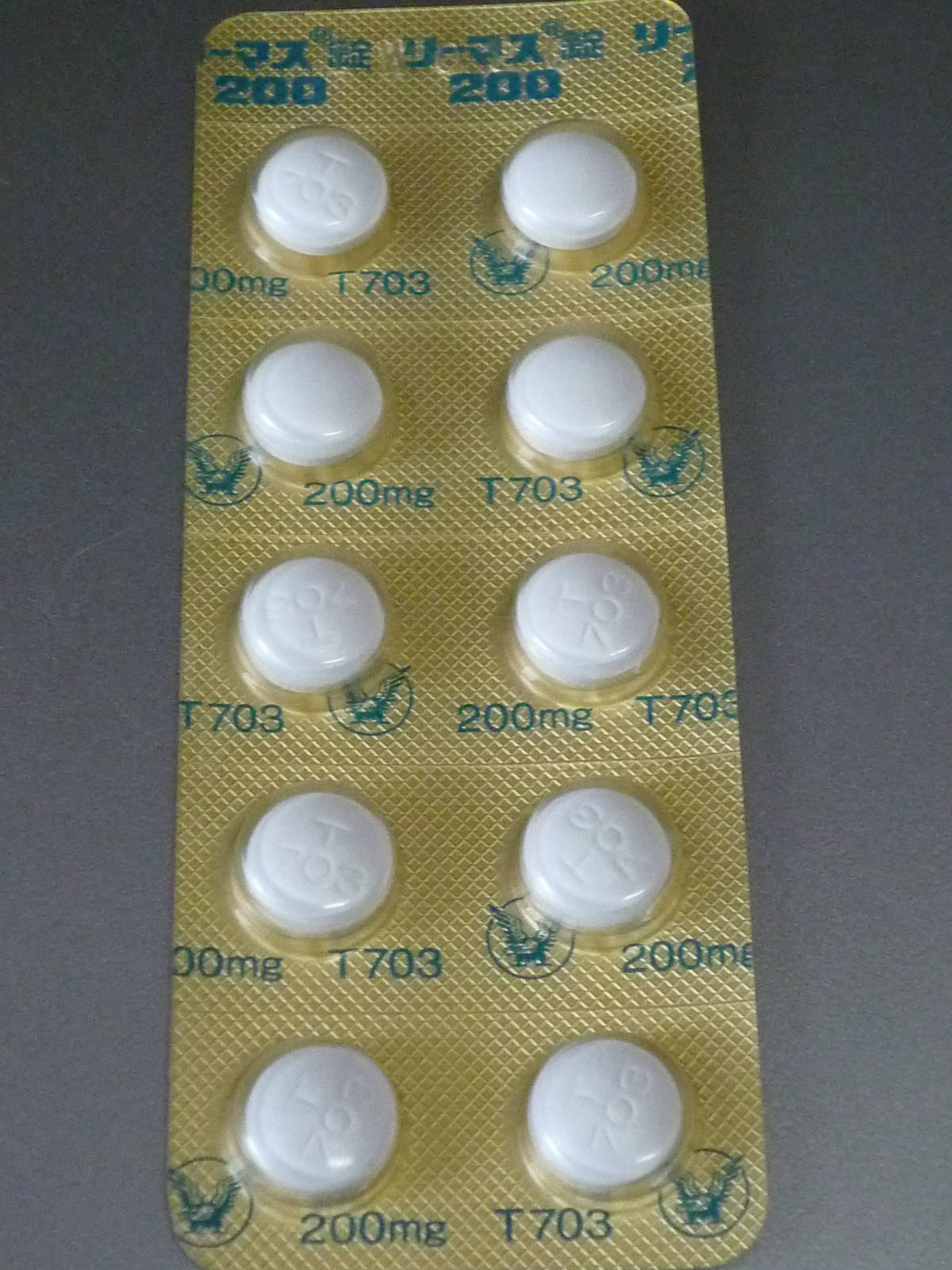
炭酸リチウム（リーマス®錠200）

- 躁病および躁うつ病の躁状態 （現在の双極性障害にあたる）

### 形態
通常は炭酸リチウム（Li2CO3）が用いられるが、クエン酸塩であるクエン酸リチウムが用いられることもある。また、オロチン酸塩であるオロチン酸リチウムも使用される。
大正富山医薬品株式会社から先発品としてリーマスが発売され、各社から後発医薬品が発売されている。

## 診療ガイドライン
英国国立医療技術評価機構（NICE）は、リチウム治療未経験患者に対しては、プライマリケアにおいてはリチウムを処方してはらならないとしている。
日本うつ病学会の双極性障害の診療ガイドラインでは、軽症の躁病エピソードに最も推奨されているだけでなく、うつ病エピソードでも推奨され（「最も推奨」には何の薬剤もない）、維持期にも最も推奨されている。自殺を含めた総死亡率が低い。なお、双極性障害II型の維持期では証拠が少なく、薬物療法が考慮されるのは頻回かつ重症のうつ病やI型の家族歴などが考えられケースによる。
世界保健機関のガイドラインによれば、治療初期にはリチウムの効果が発現するまで最大一週間を要することから、しばしば短期間に限り精神安定剤と共に使用される。リチウムによる治療は一般的に子供には不向きだとされる。
患者を注意深く選択するべきである。リチウムの突然の断薬は再発リスクを高めるため、アドヒアランスが重要である。ただしベンゾジアゼピンやSSRIの断薬による離脱症状、抗精神病薬の断薬による遅発性ジスキネジアのような症状は起こりにくいとされる。
双極性障害でリチウムを中止した例を5年間追跡し75%に再発がみられたが、急速に中止するのではなく、2-4週間かけて徐々に中止することでこのリスクを低下できる。

## モニタリング
リチウム塩（オロチン酸リチウムを除く）は治療域と中毒域の比率が狭く、従ってリチウムの血漿濃度を測定できる施設が利用可能な場合にのみ処方されるべきである。血液検査が不能か現実的ではない場合、リチウムを処方してはならないとWHOは勧告している。
毎晩300mgより開始し、7日ごとに血中濃度をモニターしながら、0.6-1.0mEq/lまでの治療量に漸増する。治療濃度まで達したら、2-3か月おきに血中濃度をモニターする。処方は、前回の服用後12時間後に採取した試料血漿内のリチウム濃度が0.6～1.2 mEq/Lとなるように調節する（最低濃度は維持治療や高齢者向けのものである）。
一般的に血漿濃度が1.5 mEq/Lを超える過量服用の場合には致命的となることがあり、振戦、構語障害、眼振、腎障害、痙攣を含む中毒症状が現れる。もし潜在的に危険なこれらの兆候が見られた際には、治療を中止して血漿濃度を再測定し、リチウムの中毒を緩和する措置を行うべきである。
長期連用では、治療に使用されるリチウムの濃度は腎臓に組織的および機能的な変化をもたらすと考えられてきた。そのような変化の有意性は明らかではないが、明白な必要性が示されない限り長期連用は推奨されない。重要な経過は尿崩症の発現である。尿崩症とは尿の濃縮が不能になる症状である。
過半数の患者でリチウムの血中濃度の監視がなされていないという日本での調査により、2012年9月に医薬品医療機器総合機構 (PMDA) から注意喚起がなされている。

## リチウムの毒性と副作用
リチウムを使用する人は定期的に血液検査を行い、甲状腺及び腎臓が毒性により損傷を受けていないか6-12か月おきに監視するべきである。これは塩であるので、リチウムは脱水症を引き起こす。熱により加速される脱水症はリチウム濃度を上昇させる。
高用量のハロペリドール、フルフェナジン、またはフルペンチキソールをリチウムと同時に使用すると中毒性の脳障害を起こすとの報告があり、おそらく危険である。
リチウムの毒性はナトリウムの枯渇により増強される。現在の遠位曲尿細管へのナトリウムの吸収を阻害する利尿剤（例：ヒドロクロロチアジド、トリクロルメチアジドなどサイアザイド系）の使用は危険であり、避けるべきである。軽症の場合にはリチウムの投与を中止し、ナトリウムと水分を十分に与えれば毒性を失う。2.5mEq/Lを超える血漿濃度は通常緊急治療を要する重大な中毒を呈する。ここまで毒物濃度が達すると中毒症状が最大になるまで1～2日間を要することがある。
アメリカでは一般の錠剤 (Lithium Carbonate)、および徐放錠 (Eskalith CR) が入手可能であるが、このような違いは生態学的利用能に多大な差異を生じさせ、形態の変更は治療開始時と同じ注意が要求される。リチウムの単純な塩のどちらかを選ぶことにはさほど理由がない。炭酸塩が広く流通しているが、クエン酸塩も入手可能である。なお日本国内では徐放錠は発売されていない。
リチウム塩の副作用は、下痢、嘔吐、振戦、線維束攣縮、多飲症、多尿症、眩暈、筋力低下、嘔吐、頭痛、発語障害、運動失調、昏迷、心不整脈、発作までさまざまである。甲状腺機能低下症（無症状甲状腺機能低下症）などの副作用もある。
多く見られる副作用として、多尿・多飲が60%、次いで手指振戦と体重増加が共に37%という報告がある。手指振戦は男性に多く、体重増加は女性に多いとされる。

## 過剰摂取
過剰摂取について、体内のリチウム濃度が高過ぎることを示す症状は、錯乱、下痢、傾眠、重大な振戦、胃部不快感、致死的な不整脈のいずれかまたは全てである。
リチウムの特異的な解毒剤は現在知られていない。